# Museo de Arqueología e Historia de Huichapan
El Museo de Arqueología e Historia de Huichapan es un museo localizado en Huichapan, estado de Hidalgo (México). Como parte del acervo del Museo se encuentran piezas pertenecientes a la época prehispánica como vasijas, puntas de flecha, ofrenda funeraria, collares de concha marina y jade, réplicas de pinturas rupestres y algunas piezas arqueológicas que guardan relación con el Valle del Mezquital. Además se ofrece talleres culturales, ciclos de cine, espectáculos artísticos y culturales.

## Arquitectura
Parte del museo se encuentra en el edificio denominado El Chapitel, se trata de una casona de dos plantas que conserva un único balcón con barandal de hierro. Dentro del predio que perteneció al conjunto conventual de San Mateo hasta mediados del siglo XIX.

## Historia
Los religiosos construyeron unas ermitas que recibieron el nombre de chapiteles. Eran capillas pequeñas, en donde cabían el sacerdote y el acólito que la ayudaba; pero abiertas y dispuestas de tal manera, que todos los que estaban en el tianguis podían ver la misa sin abandonar el lugar en que tenían sus mercancías. Fue una capilla de indios en el siglo XVI y su arquitectura modificada para una función civil en el siglo XIX.
En este edificio se conmemoró por primera vez el Grito de Dolores el 16 de septiembre de 1812, por Andrés Quintana Roo y Ignacio López Rayón subieron al balcón de esta construcción para celebrar. Por muchos años fue parte de la Iglesia, hasta 1890 que pasó a propiedad privada por ser un regalo que se le dio al coronel Félix Sánchez que fungió como jefe político en dos ocasiones. Por indicaciones y a petición del Jorge Rojo Lugo, se logró que Rafael Sánchez heredero de esa propiedad, donara esta a nombre del municipio.
El Museo de Arqueología e Historia fue fundado el 11 de enero de 2003, por el Consejo Estatal para la Cultura y las Artes de Hidalgo, el Ayuntamiento de Huichapan y el Consejo Nacional para la Cultura y las Artes. En 2010 se aplicaron importantes recursos para rehabilitar el espacio así como acrecentar su colección; El 16 de septiembre de 2010, fue reinaugurado en el marco de las celebraciones del Bicentenario de la Independencia de México y del Centenario de la Revolución Mexicana. En 2019 se realizaron trabajos de restauración y reintegración.

## Salas de exhibición
Cuenta con cinco salas: Periodo arqueológico clásico y jardín botánico, periodo arqueológico posclásico, periodo novohispano, música y pintores, finalmente sala de la Independencia, El Chapitel:
- Sala 1. Periodo arqueológico clásico y jardín botánico: En esta sala se presentan piezas de la cultura Xajay-Otomí, con piedras labradas con el rostro de los dioses Tlaloc, Quetzaltcoatl y Cuatlicue de la cultura Teotihucana.[1][8][9] El jardín botánico se contextualiza el clima semidesértico que caracteriza al Valle del Mezquital; dentro del jardín se encuentra la réplica de una caja fúnebre con dos cráneos y vasijas pertenecientes a dos esclavos otomíes de los años 640 y 771 d. C.[1][8][9]
- Sala 2. Periodo arqueológico Posclásico: Con muestras de la cultura tolteca y mexica, se cuenta con una ofrenda perteneciente a un guerrero llamado ocho ojo de reptil que según sus costumbres y de acuerdo al rango que tuvieran en vida era la forma en la que debía ser enterrado.[1][8][9]
- Sala 3. Novohispana: Las imágenes en exhibición son de carácter religioso, algunas piezas como las cruces características de los oratorios del Valle del Mezquital, el Cristo Posicional pintado en lino crudo pegado sobre madera y el retrato del arzobispo Manuel Antonio Rojo de Luvyan.[1][8][9]
- Sala 4. Música y pintores: Dedicada al compositor y músico Abundio Martínez, y a los pintores Manuel Chávez Nava, Máximo Pacheco, Tiburcio Sánchez de la Barquera y Fernando Stringhini.[1][8][9]
- Sala 5. Sala de la independencia, El Chapitel: Ubicada a un costado del museo, con pinturas y objetos alusivos a la Independencia de México,.[1][8][9] como una réplica de la campana de Dolores.[11]